# San José los Arcos
San José los Arcos är en ort i Mexiko.   Den ligger i kommunen San Martín Texmelucan och delstaten Puebla, i den sydöstra delen av landet, 70 km öster om huvudstaden Mexico City. San José los Arcos ligger 2 297 meter över havet och antalet invånare är 109.
Terrängen runt San José los Arcos är kuperad västerut, men österut är den platt. Runt San José los Arcos är det tätbefolkat, med 511 invånare per kvadratkilometer. Närmaste större samhälle är San Martin Texmelucan de Labastida, 2,6 km nordost om San José los Arcos. Omgivningarna runt San José los Arcos är en mosaik av jordbruksmark och naturlig växtlighet.